# Stacey Travis
Stacey Travis, pseudonimo di Stacey Elaine Travis (Dallas, 29 agosto 1966), è un'attrice statunitense.

## Biografia
Ha frequentato la London Academy of Music and Dramatic Arts e si è laureata alla USC in cinema.
Tra i suoi film di maggior successo, Le ragazze della Terra sono facili (1988), Hardware - Metallo letale (1990), Il padrone di casa (1991), Traffic (2000) e Ghost World (2001). Travis ha avuto anche dei ruoli importanti nella serie televisiva Just Say Julie dal 1989 al 1992, interpretando diversi personaggi, e ha partecipato alla serie televisiva di breve durata del 1998 Love Boat - The Next Wave, nel ruolo di Suzanne Zimmermann. È apparsa come ospite in diverse serie televisive statunitensi.
Stacey è un membro fondatore del The Echo Theatre Company. Con la compagnia teatrale Huggermugger ha interpretato il ruolo della contessa Orsini nella commedia Emilia Galotti di Gotthold Ephraim Lessing e ha recitato anche in A Scrap of Paper di Victorien Sardou.
Suo fratello è l'attore e comico Greg Travis e sono lontani parenti dell'eroe della Battaglia di Alamo William Barret Travis.

## Filmografia

### Cinema
- Fantasmi II (Phantasm II), regia di Don Coscarelli (1988)
- Le ragazze della Terra sono facili (Earth Girls Are Easy), regia di Julien Temple (1988)
- La morte viene in sogno (Deadly Dreams), regia di Kristine Peterson (1988)
- Doctor Hackenstein, regia di Richard Clark (1988)
- Hardware - Metallo letale (Hardware), regia di Richard Stanley (1990)
- Il padrone di casa (The Super), regia di Rod Daniel (1991)
- Dracula il risveglio (Dracula Rising), regia di Fred Gallo (1993)
- Solo la forza (Only the Strong), regia di Sheldon Lettich (1993)
- A un passo dal delitto (Caroline at Midnight), regia di Scott McGinnis (1994)
- Amori sospesi (The Only Thrill), regia di Peter Masterson (1997)
- Playing God, regia di Andy Wilson (1997)
- Mystery Men, regia di Kinka Usher (1999)
- La dea del successo (The Muse), regia di Albert Brooks (1999)
- Da che pianeta vieni? (What Planet Are You From?), regia di Mike Nichols (2000)
- Trappola negli abissi (Submerged), regia di Fred Olen Ray (2000)
- Sleep Easy, Hutch Rimes, regia di Matthew Irmas (2000)
- Traffic, regia di Steven Soderbergh (2000)
- Heartbreakers - Vizio di famiglia (Heartbreakers), regia di David Mirkin (2001) (non accreditata)
- Ghost World, regia di Terry Zwigoff (2001)
- Bandits, regia di Barry Levinson (2001)
- Two Days, regia di Sean McGinly (2003)
- Prima ti sposo, poi ti rovino (Intolerable Cruelty), regia di Joel ed Ethan Coen (2003)
- Soul Plane - Pazzi in aeroplano (Soul Plane), regia di Jessy Terrero (2004)
- Venom, regia di Jim Gillespie (2005)
- Dick & Jane - Operazione furto (Fun with Dick and Jane), regia di Dean Parisot (2005)
- Art School Confidential - I segreti della scuola d'arte (Art School Confidential), regia di Terry Zwigoff (2006)
- The Great Buck Howard, regia di Sean McGinly (2008)
- Easy Girl (Easy A), regia di Will Gluck (2010)
- Son of Morning, regia di Yaniv Raz (2011)
- Satin, regia di Christopher Olness (2011)
- Deep Dark Canyon, regia di Abe Levy e Silver Tree (2013)
- Random Encounters, regia di Boris Undorf (2013)
- Dark Seduction, regia di Greg Travis (2015)
- A Talent for Trouble, regia di Marvis Johnson (2018)
- The Manor, regia di Axelle Carolyn (2021)

### Televisione
- Just Say Julie – serie TV (1989-1992)
- La famiglia Brock (Picket Fences) – serie TV, episodio 1x09 (1992)
- Donne all'attacco! (Attack of the 5 Ft. 2 Women) – film TV (1994)
- Dispositivo di sicurezza (Suspect Device) – film TV (1995)
- Seinfeld – serie TV, episodio 7x04 (1995)
- Dream On – serie TV, episodio 6x14 (1995)
- The Naked Truth – serie TV, episodio 1x14 (1996)
- Chicago Hope – serie TV, episodio 3x09 (1996)
- Highlander – serie TV, episodi 2x14-2x15-4x19 (1994-1997)
- Innamorati pazzi (Mad About You) – serie TV, episodio 5x17 (1997)
- Lois & Clark - Le nuove avventure di Superman (Lois & Clark: The New Adventures of Superman) – serie TV, episodio 4x21 (1997)
- E.R. - Medici in prima linea (ER) – serie TV, episodi 4x10-4x11 (1997-1998)
- Love Boat - The Next Wave (The Love Boat: The Next Wave) – serie TV, episodi 1x01-1x02-1x06 (1998)
- Un detective in corsia (Diagnosis: Murder) – serie TV, episodio 6x03 (1998)
- Fantasilandia (Fantasy Island) – serie TV, episodio 1x13 (1999)
- Il tocco di un angelo (Touched by an Angel) – serie TV, episodio 5x17 (1999)
- JAG - Avvocati in divisa (JAG) – serie TV, episodio 4x23 (1999)
- Nash Bridges – serie TV, episodio 6x14 (2001)
- Dharma & Greg – serie TV, episodio 5x09 (2001)
- La vita secondo Jim (According to Jim) – serie TV, episodio 2x03 (2002)
- Paranormal Girl – film TV  (2002)
- The Practice - Professione avvocati (The Practice) – serie TV, episodio 7x04 (2002)
- Squadra Med - Il coraggio delle donne (Strong Medicine) – serie TV, episodio 3x21 (2003)
- Settimo cielo (7th Heaven) – serie TV, episodio 8x10 (2003)
- Frasier – serie TV, episodio 11x18 (2004)
- Due uomini e mezzo (Two and a Half Men) – serie TV, episodio 1x23 (2004)
- Angel – serie TV, episodi 5x21-5x22 (2004)
- CSI: NY – serie TV, episodio 1x17 (2005)
- CSI: Miami – serie TV, episodio 4x03 (2005)
- Hollis & Rae – film TV (2006)
- The Mikes – film TV (2006)
- A House Divided – film TV (2006)
- Reba – serie TV, episodio 5x15 (2006)
- Desperate Housewives - I segreti di Wisteria Lane (Desperate Housewives) – serie TV, episodi 1x06-1x07-3x20 (2004-2007)
- Boston Legal – serie TV, episodio 3x14 (2007)
- Entourage – serie TV, episodio 4x02 (2007)
- Private Practice – serie TV, episodio 1x03 (2007)
- The Riches – serie TV, episodio 2x02 (2008)
- Life – serie TV, episodio 2x06 (2008)
- Men of a Certain Age – serie TV (2009)
- Padre in affitto (Sons of Tucson) – serie TV, episodio 1x09 (2010)
- Buona fortuna Charlie (Good Luck Charlie) – serie TV, episodio 1x15 (2010)
- The League – serie TV, episodio 2x09 (2010)
- The Big Bang Theory – serie TV, episodio 5x01 (2011)
- Modern Family – serie TV, episodio 3x20 (2012)
- Kroll Show – serie TV, episodio 1x05 (2013)
- Mom – serie TV, episodio 3x20 (2016)
- S.W.A.T. – serie TV, episodi 1x16-1x22 (2018)

### Home Video
- Una storia di Natale 2 (A Christmas Story 2), regia di Brian Levant (2012)

## Doppiatrici italiane
Nelle versioni in italiano delle opere in cui ha recitato, Stacey Travis è stata doppiata da:
- Alessandra Korompay in Amori sospesi, Private Practice
- Monica Gravina in E.R. - Medici in prima linea
- Angiola Baggi in Angel
- Antonella Rinaldi in CSI: NY
- Francesca Guadagno in Desperate Housewives - I segreti di Wisteria Lane
- Giovanna Martinuzzi in Modern Family
- Roberta Greganti in S.W.A.T.
- Daniela Abbruzzese in The Manor